# Григорович Михайло Якович
Михайло Якович Григорович (нар. 13 листопада 1917, с. Кинашівка, Борзнянський район, Чернігівська область — пом. 23 жовтня 1993, м. Фастів) — український педагог, краєзнавець. Відмінник народної освіти УРСР. Засновник краєзнавчого руху і музейної справи на Фастівщині.

## Життєпис
Народився в селянській родині. Закінчив Кинашівську семирічну школу і Київське педагогічне училище.
1938 року розпочав трудову діяльність на педагогічній ниві у селі Русанів Броварського району.
1939 року поступив на заочне відділення Київського педагогічного інституту на історичний факультет. Але незабаром був призваний до лав Червоної армії. 1941 року на Прибалтійській прикордонній заставі прийняв свій перший бій з німецькими окупантами. На його долю випали тяжкі випробування, він не раз дивився смерті в очі. Лише витримка та залізна сила волі допомогли вижити. І не лише вижити, а й зберегти людську гідність, залишитися вірним військовій присязі.
У жовтні 1945 року демобілізований на підставі Указу Верховної Ради СРСР від 25.09.1945 р. (Про звільнення вчителів) і приїхав до Фастова, де проживала дружина з сином. Влаштувався на роботу вчителем початкових класів СШ № 5 і повернувся до навчання в інституті.
По закінченні інституту 1949 року перейшов у СШ № 3 на посаду вчителя математики, пізніше був переведений на посаду вчителя історії. З цього часу він розпочинає досліджувати історію Фастівщини, багато працює в архівах міста Києва.
Після виходу на заслужений відпочинок у 1978 році Михайло Якович проводив екскурсії, готував учнів-екскурсоводів.
Не стало Михайла Яковича 23 жовтня 1993 року.

## Дослідницька і музейна робота
У Фастівському державному краєзнавчому музеї зберігаються три його дослідницькі роботи: «Люби і знай свій рідний край», «3а тебе, Вітчизно», «Фастову 600», які послужили основою для подальших наукових досліджень краю та випуску навчального посібника для загальноосвітніх закладів «Фастівщина: сторінки історії (від давнини до 20-х років XX століття)». Десятки його статей друкувалися в газеті «Перемога». Окремі статті друкувалися у щорічному науково-інформаційному бюлетені «Прес-музей».
Важливою віхою дослідницької діяльності Михайла Яковича, було створення 1965 року у Фастові шкільного історико-краєзнавчого музею в СШ № 3. У 1976—1977 роках він очолив групу краєзнавців та невтомно працював над створенням міського історичного музею, який розташовувався тимчасово у Покровській церкві. Музеї працювали на громадських засадах.
Михайло Якович Григорович є основоположником музейної справи у Фастові та одним із перших дослідників історії Фастівщини і міста Фастова.

## Нагороди
За наполегливу плідну працю на педагогічній ниві, активну громадську роботу Михайла Яковича було відзначено багатьма нагородами, двічі присвоєно звання «Відмінник народної освіти» та нагороджено орденом «Знак Пошани». Почесний громадянин міста Фастова.

## Вшанування пам'яті
У Фастові до Міжнародного дня музеїв 2016 року урочисто відкрито меморіальну дошку М.Я. Григоровичу на фасаді міської третьої загальноосвітньої школи І-ІІІ ст.